# Andreas Malm
Andreas Samuel Magnus Malm (Göteborg, 11 de novembre de 1977) és un ecòleg, autor, periodista i activista polític suec. És membre del Syndikalistiska ungdomsförbundet d'Estocolm i va treballar al setmanari del sindicat, Arbetaren, els anys 2002-2009. El 2010, Malm es va unir al Socialistiska partiet i va començar a escriure al setmanari socialista Internationalen. També escriu a la revista d'esquerres Jacobin. A més, va ser un dels impulsors de la formació de la secció sueca de l'organització Moviment de Solidaritat Internacional.
La seva investigació sobre la història de l'economia dels combustibles fòssils l'ha portat a estudiar i plantejar les relacions de poder en la crisi climàtica actual. Malm afirma que les institucions que ens governen no evitaran un augment catastròfic d'emissions de gasos d'efecte hivernacle, per això reclama deixar d’aprovar immediatament qualsevol nova inversió en la producció de carbó, petroli i gas i clausurar la indústria dels combustibles fòssils.

## Compromís amb Palestina
El 2003 va rebre el premi Björn Afzelius per la seva activa solidaritat amb el poble palestí. Durant la Guerra del Líban de 2006, va manifestar el seu suport a l'organització libanesa Hesbol·là contra l'estat d'Israel. Malm també ha expressat el seu suport a la lluita de Hamàs contra Israel. A més, ha denunciat al llibre Hatet mot muslimer (2009) la islamofòbia creixent a Europa i la seva repercussió a Suècia.

## Compromís ambiental
Des del 2006, Malm ha estat un activista destacat contra l'escalfament global. Ha escrit el llibre Det är vår bestämda uppfattning att om ingenting görs nu kommer det att vara för sent (2007), on alerta del canvi climàtic. Posteriorment al 2021 va publicar el llibre How to Blow Up a Pipeline: Learning to Fight in a World on Fire (Com destrossar un gasoducte: aprendre a lluitar en un món en flames), on Malm argumenta que el sabotatge és una forma lògica d'activisme climàtic, i critica tant el pacifisme dins del moviment climàtic com el "fatalisme climàtic" fora d'aquest.
Des de 2007, Malm participa en el grup d'acció Klimax, que duu a terme accions de desobediència civil per a crear consciència sobre l'efecte hivernacle. També ha format part de la junta directiva de Klimataktion. L'abril del 2009 va anunciar, en una editorial a Arbetaren, la participació en el projecte de recerca Lucid de la Universitat de Lund per a estudiar el paper dels combustibles fòssils en l'acumulació de capital. El resultat, la dissertació Fossil Capital, es va publicar el 2016 a l'editorial Verso. El llibre és citat per Naomi Klein a l'obra This Changes Everything.

## Obra publicada
- Bulldozers mot ett folk – om ockupationen av Palestina och det svenska sveket, 2002.
- När kapitalet tar till vapen – om imperialism i vår tid, 2004.
- Radar: signaler från arbetarens essäsidor 2002–2004, 2004.
- Sprängkraft i Iran – arbetarkamp och krigshot, 2005.
- Vi skulle få leva här: om muren i Palestina, (red), 2005.
- Det är vår bestämda uppfattning att om ingenting görs nu kommer det att vara för sent, Atlas, 2007.
- Iran on the Brink: Rising Workers and Threats of War, Pluto/University of Michigan, Press 2007, juntament ambShora Esmailian.
- Hatet mot muslimer, Atlas, 2009.
- Fossil Capital: The Rise of Steam Power and the Roots of Global Warming, Verso, 2016.
- The Progress of This Storm: Nature and Society in a Warming World, Verso, 2017.
- Stormens utveckling: att leva i den globala uppvärmningens tid, Modernista, 2020.
- Corona, Climate, Chronic Emergency: War Communism in the Twenty-First Century, Verso, 2020.
- How to Blow Up a Pipeline, Verso, 2021.

### En català
- Qui apagarà aquest incendi? Història i perspectives davant d'un capitalisme en flames, Tigre de Paper Edicions, 2020.[8]